# Crush Depth
Albums de Chrome Hoof
Pre-emptive fasle rapture
(2007)
Crush Depth est le troisième album du groupe Chrome Hoof, sorti le 10 mai 2010 chez Southern Records.

## Liste des morceaux
| No  | Titre                            | Crédit(s) | Durée |
| --- | -------------------------------- | --------- | ----- |
| 1.  | Core Delusion                    |           |       |
| 2.  | Crystalline                      |           |       |
| 3.  | One Day                          |           |       |
| 4.  | Labyrinth                        |           |       |
| 5.  | Sea Hornet                       |           |       |
| 6.  | Mental Peptides                  |           |       |
| 7.  | Bunkers Paradise                 |           |       |
| 8.  | Towards Zero                     |           |       |
| 9.  | Witches Instruments And Furnaces |           |       |
| 10. | Third Sun Descendent             |           |       |
| 11. | Deadly Pressure                  |           |       |
| 12. | Vapourise (Instrumental)         |           |       |
| 13. | Anorexic Cyclops                 |           |       |